# Chantal Kambiwa
Chantal Kambiwa est une femme politique camerounaise née en 1960 à Bangangté. Elle est présidente de SERVITAS Cameroun et consultante genre spécialisée dans l’analyse de la prise en compte des femmes et du genre dans les programmes de développement nationaux,.

## Biographie
Chantal Kambiwa est membre du parti politique Social democratic front (Sdf) entre 1992 et 2023. En 2018, elle est élue coordinatrice nationale des femmes du parti politique. En tant que militante du Sdf, elle est vice-présidente de ce parti politique de la province du Littoral et secrétaire nationale adjointe du Sdf à l’Education et à la Propagande.
Également dans le cadre de ses fonctions en tant membre du Sdf, elle vice-présidente de l’internationale socialiste (IS) et membre du Présidium de cette organisation. Elle a été membre du Shadow Cabinet chargée des questions du Genre et Vice-présidente de l’internationale socialiste des femmes pour l’Afrique centrale et occidentale.
Chantal Kambiwa est élue présidente de l'Africa Women’s Forum en 2014. Elle est également consultante Genre spécialisée dans l’analyse de la prise en compte des femmes et du Genre dans les programmes de développement. Elle est présidente du Forum des femmes d’Afrique Post 2015. Elle est la directrice exécutive de l'organisation Servitas Cameroon, une ONG travaillant sur les questions de Genre et des femmes,.
Le 25 février 2023, Chantal Kambiwa ainsi que 33 autres membres du Sdf, sont exclus du parti politique pour motif d'indiscipline car ne respectant l'article 8.2 de cette formation politique,.
Le 24 février 2024, à l'issue de la réforme du secrétariat général de l'IS, le poste de coordinateur général de l'organisation est créé par le président Pedro Sánchez tout en gelant le poste de secrétaire général. L'objectif de cette réforme étant de remanier l’organisation et de mettre l’Afrique en avant,,. Sous la demande du président du Comité Afrique, Saleh Kebzabo, Chantal Kambiwa postule pour prendre les règnes du nouveau poste créé et fait partie des 54 candidats. Elle en sort favorite avec 51 suffrages. Elle devient alors la première coordinatrice générale de l'IS. Néanmoins cette élection de Chantal Kambiwa est contestée par les membres du Sdf car la militante a été exclue du parti politique le 25 février 2023 par «auto-exclusion». Siégeant à l'IS depuis 1997 en tant membre de la délégation du Sdf, Chantal Kambiwa  n'aurait plus aucun mandat électif du parti pour continuer d'y siéger car n'étant plus membre du parti politique,.